# Новозеландски авиолинии
Новозеландските авиолинии (на английски: Air New Zealand) са националната авиокомпания на Нова Зеландия.
Създадена е през 1940 г. под името „Tasman Empire Airways Limited“. Съвременното си име получава през 1965 г. Седалището на компанията се намира в град Окланд, на 20 километра от Окландското летище. Предлагат се 27 вътрешни и 29 международни дестинации – до 15 страни в континентите Азия, Европа, Северна Америка и Океания.
Маршрутната мрежа е съсредоточена най-вече над Австралазия и южната част на Тихи океан, а главният център на авиолиниите е летище Окланд. Смятат се за едни от авиолиниите в света, които осигуряват най-безопасно пътуване.